# Juan Carlos Cepeda
Juan Carlos Cepeda fue el undécimo Gobernador del Territorio Nacional del Chaco, desde la Organización de los Territorios Nacionales de 1884 (Ley 1532), entre el 26 de junio de 1926 al 4 de mayo de 1929 (1 período).